# Adam Gray
Adam Gray, né le 23 septembre 1977 à Merced (Californie, États-Unis), est un homme politique américain.
Membre du Parti démocrate, il est représentant des États-Unis du treizième district congressionnel de Californie depuis le 3 janvier 2025.